# Nongoma
Nongoma est une ville du KwaZulu-Natal, en Afrique du Sud. Elle est située à 300 km au nord de Durban et à 56 km de Ulundi. Elle est un centre historique de la monarchie zoulou et a par ailleurs un marché très fréquenté qui dessert la grande région environnante.

## La ville du monarque zoulou
Nongoma est un centre important pour la monarchie zoulou. La localité a été la capitale du Zoulouland de 1970 à 1977, et reste le lieu d'habitation du monarque zoulou,.

## Les palais royaux
La région a cinq palais royaux appartenant au roi zoulou, et utilisés par différentes personnalités de la cour monarchique : épouses, princes et princesses :
- Palais royal de Khethomthandayo : la première épouse  vit ici.
- Palais royal de EMahhashini
- Palais royal de Kwakhangelamankenganei.
- Palais royal de Linduzulu .
- Palais royal Enyokeni  — une épouse vit ici et c'est le palais traditionnel du  roi . Au début de septembre, c'est le site de la cérémonie Umhlanga.

Mangosuthu Buthelezi, personnalité et prince zoulou, a, par exemple, passé une grande partie de son enfance dans ces résidences.

## Histoire
Ce territoire était autrefois, à la fin du XVIIIe siècle, réservé aux monarques  Ndwandwe , dont le roi Zwide vaincu par Shaka Zulu au début des guerres Mfecane. Le 30 mars 1883, un  régiment zoulou de Zibhebhu kaMaphiha défait l'uSuthu (un autre  régiment zoulou représentant le roi Cetshwayo kaMpande) dans la vallée Msebe près de Nongoma.
La ville elle-même n'est créée qu'en 1887, avec la construction du Fort Ivuna par les Britanniques comme une zone tampon entre les factions zoulous belligérantes. Elle est à l'origine appelée Ndwandwe, mais ce nom est plus tard remplacé par une version antérieure du nom donné par les tribus de l'intérieur de l'aire sacrée où la ville se dresse: KwaNongoma ("la place du devin ou de la mère de chansons"). En juin 1888, Nongoma est détruit par l'uSuthu mais reconstruite. Le fort est utilisé au cours de la rébellion de Bambatha de 1906. 
Deux rois Zoulou sont enterrés sur son territoire :
- Le roi Solomon kaDinuzulu (1891-1933), fils du roi Dinuzulu kaCetshwayo
- Le roi Cyprien Bhekuzulu kaSolomon (1924-1968), fils du Roi Salomon kaDinuzulu et père de l'actuel roi zoulou Goodwill Zwelithini.

La localité est également un lieu de sacre. Ainsi, Goodwill Zwelithini kaBhekuzulu y est sacré roi et huitième monarque des zoulous le 3 décembre 1971, en présence de 20 000 personnes.
La ville a été également le lieu de tension entre d'une part le mouvement nationaliste zoulou, incarné par le Natal Native Congress puis par le parti Inkatha de la liberté et, d'autre part l'ANC. Ces tensions persistent en partie, même si elle se sont atténuées à partir du milieu des années 1990,Nelson Mandela réussissant à associer le monarque zoulou, puis le mouvement Inkatha, à la transition de la République sud-africaine vers une démocratie multi-raciale,,.

## Localisation
Lalocalité est située à 300km au nord de Durban, et à 56 km d'Ulundi, l'autre ville symboliquement, historiquement et culturellement importante pour la monarchie zoulou.

## Économie
Le marché très fréquenté de cette localité dessert une grande zone environnante.